# Fotofobia (biología)
En biología, fotofobia (adj. fotofóbico) se refiere a la respuesta negativa a la luz.
La fotofobia es un comportamiento demostrado por insectos u otros animales que buscan mantenerse fuera de la luz.
En botánica, el término fotofobia describe plantas amantes de la sombra que prosperan en condiciones de poca luz.
La fotofobia (o respuesta fotofóbica) también puede referirse a una respuesta negativa fototaxis o fototropismo.
- Datos: Q7187877